# Зворикін Володимир Кузьмич
Володи́мир Кузьми́ч Звори́кін  (англ. Vladimir Zworykin; рос. Владимир Козьмич Зворыкин; *17 (29) липня 1888, Муром, Російська імперія — †29 липня 1982, Принстон, США) — американський винахідник російського походження. Працював у Сполучених Штатах Америки в сфері телебачення.

## Життєпис
Народився 29 липня 1888 року в Муромі в сім'ї купця першої гільдії Козьми Зворикіна, який торгував хлібом, володів пароплавами і був головою Муромського громадського банку. Закінчивши муромське реальне училище, в 1906 році вступив до Петербурзького технологічного інституту. Закінчив його 1912 року з дипломом інженера-електрика. У 1912—1914 роках продовжував освіту в Парижі в «College de France» під керівництвом Поля Ланжевена.
Перші досліди в галузі телебачення і електроніки проводив під керівництвом професора Б. Л. Розінга. Під час Першої світової війни служив у військах зв'язку в Гродно, потім працював в офіцерській радіошколі в Петрограді.
У 1919 році емігрував до США, де став співробітником компанії «Вестінгауз» (англ. Westinghouse Electric Corporation). З 1929 року — співробітник фірми «Редіо корпорейшн оф Америка» (англ. Radio Corporation of America), очолював її лабораторію електроніки.
У грудні 1923 року розробив схему електронного ТБ з використанням електронних передавальної та приймальної трубок та подав документи на патент, але отримав його тільки 1938 року (US 2022450), після доказу роботоздатності схеми. 16 листопада 1929 року, подав заявку та отримав патент США № 2109245 на ЕПТ, так званий кінескоп. Демонстрація електронного ТБ з рухомим зображенням відбулося 18 листопада 1929 року. Це була 120-рядкова система електронного телебачення зі швидкістю 24 кадри на секунду, з новою трубкою — кінескопом. До кінця тридцятих років група Зворикіна створює кілька передавальних трубок, зокрема трубку нічного бачення. Первинна назва передавальної трубки — іконоскоп, приймальної — кінескоп.
У 1940—1941 роки Зворикін винаходить і створює перший у світі електронний мікроскоп.
У 1950—1960-ті роки Зворикін концентрує увагу на сфері медицини, де успішно застосовує свій досвід розробки телевізійних систем.
Володимиру Зворикіну належать понад 120 патентів на різні винаходи.

## Праці
- Електронна оптика і електронний мікроскоп (англ. Electron Optics and the Electron Microscope) (1945)
- Фотоелектрика і її застосування (англ. Photoelectricity and Its Applications) (1949)
- Телебачення в науці і промисловості (англ. Television in Science and Industry) (1958)

## Нагороди
Нагороджений численними відзнаками. Лауреат премії Румфорда Американської академії мистецтв і наук (1941). Національна медаль за наукові заслуги (National Medal of Science) була вручена йому в 1967 році президентом США Ліндоном Джонсоном. У 1977 році обраний у Національну галерею слави винахідників (англ. National Inventors Hall of Fame).